# Kronacker (Hohenlinden)

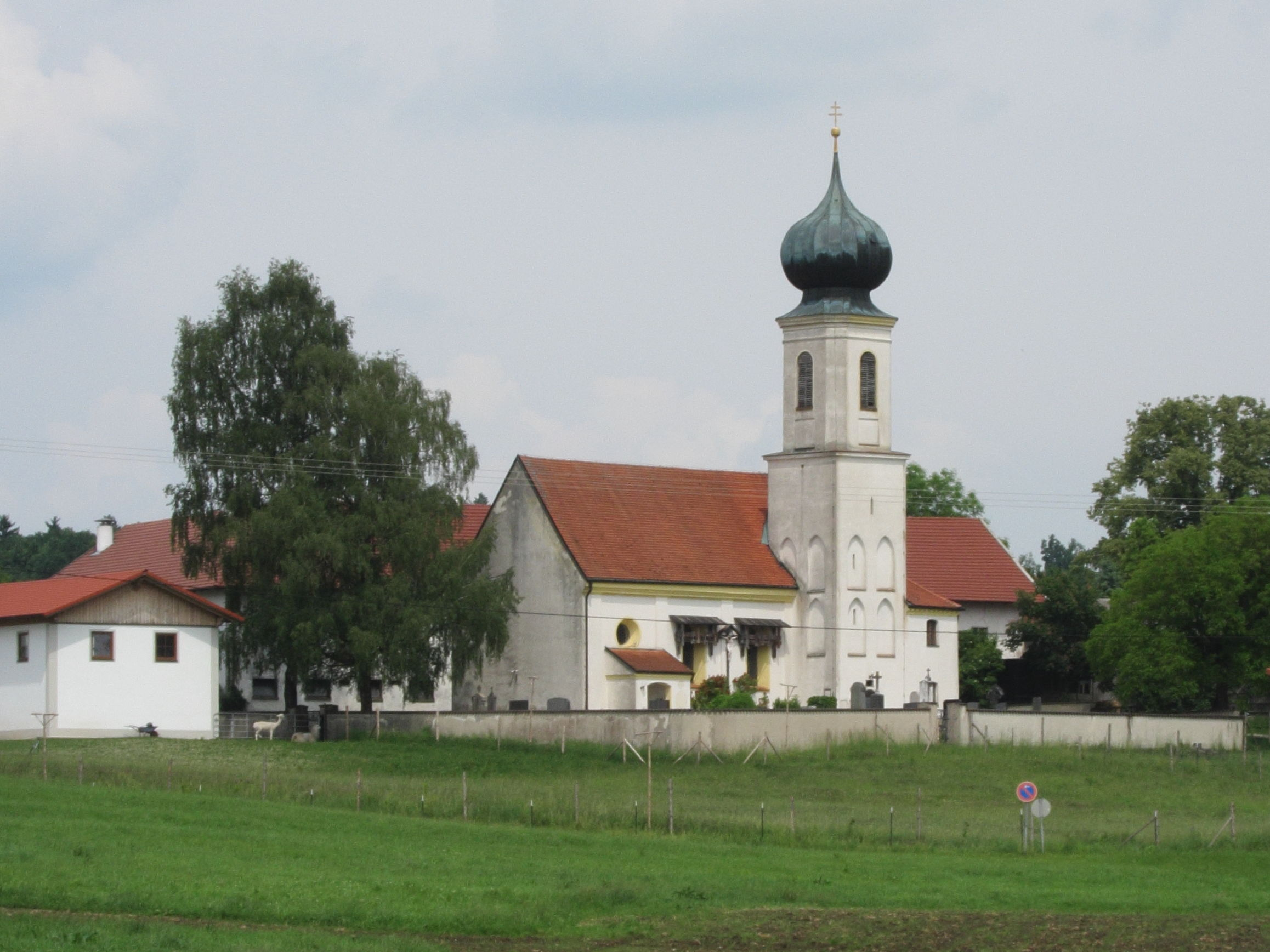
Kirche St. Johannes der Evangelist

Kronacker, Gemeindeteil der Gemeinde Hohenlinden, ist ein Kirchdorf im nördlichen Landkreis Ebersberg in Oberbayern.
Das Ortsbild wird bestimmt von der Filialkirche St. Johannes der Evangelist, die 1725 auf einem spätgotischen Vorgängerbau errichtet wurde.

## Geschichte
Kronacker ist die älteste nachweisbare Siedlung im Bereich Forstern-Hohenlinden-Haag. Die erste urkundliche Erwähnung datiert vom 26. April 768. Eine dem heiligen Valentin geweihte Kirche wurde dem Bistum Freising übergeben. Die Mittbacher Au mit ihren Bachläufen aus den höher gelegenen Waldflächen und die die fruchtbaren Lößböden im Ausläuferbereich dieser Altmoräne führten früh zu einer Besiedlung in diesem Bereich.
Die -ing-Orte Ober- und Niederkaging sind in früher Siedlungszeit mit Kronacker entstanden. Von 980 bis 1060 ist ein Ortsadel nachgewiesen. Wiederholt wurden in Kronacker Kirchen errichtet. Als 1377 Hohenlinden erstmals erwähnt wurde, war Kronacker über 600 Jahre alt und hatte seine zweite oder schon dritte Kirche.
Kronacker wurde 1623 zu einer geschlossenen Hofmark erhoben, ein Gemeinwesen mit niedriger Gerichtsbarkeit im Landgericht Erding. Wegen Baufälligkeit der Vorgängerkirche wurde 1725 die heutige St.-Johannes-Kirche errichtet. Sie war christliches Zentrum bis 1903, ihr Einzugsgebiet umfasste die Orte Kronacker, Niederkaging, Oberkaging, Berg, Birkach, Kreith, Hohenlinden sowie die Fluren von Altstockach und Altmühlhausen, später auch die Neusiedlungen des 19. Jahrhunderts Neustockach und Neumühlhausen. Die regionale Infrastruktur dieses Einzugsbereiches war zur Kirche in Kronacker ausgerichtet. 1753 wurde auf der Oberen Wiener Postroute eine fahrende Post eingerichtet, der Verlauf nutzte die alte Römerstraße, die an Kreith vorbeiführt. Im Urkataster ist sie als Hoch- und alte Poststraße bezeichnet, Poststationen waren in Haag und in Anzing. Der Poststall Anzing brannte 1768 ab und musste Konkurs anmelden. Da sich die Strecke Haag-München mit nur einer Zwischenstation als zu lang zeigte, richtete man im Jahr 1771 Poststellen in Hohenlinden und Parsdorf ein. Plötzlich erlangte Hohenlinden überregionale Verkehrsbedeutung und dies erforderte eine Infrastruktur wie Schmied, Wagner, Kramer, Wirt usw.
Dies ließ den Ort Hohenlinden schnell wachsen und Kronackers Bedeutung schwinden.
Ein Gemeinwesen (Ortsgemeinde/Ortsausschuss) in Kronacker ist bis in die Zeit des Nationalsozialismus belegt. Am 1. April 1939 wurde der Ort, entgegen dem mehrheitlichen Willen der betroffenen Bevölkerung, gemeinsam mit den Ortsfluren Au, Berg, Oberkaging und Niederkaging von der Gemeinde Mittbach im damaligen Landkreis Wasserburg am Inn zur Gemeinde Hohenlinden im Landkreis Ebersberg umgegliedert. Die einstige regionale, nach Kronacker ausgerichtete Wegeinfrastruktur war zu diesem Zeitpunkt unbeschädigt vorhanden. Der neue Hoheitsträger veränderte die zur Kronacker Kirche ausgerichtete Wege-Infrastruktur und die Merkmale der historischen Zusammengehörigkeit. Die einstigen Beziehungen lassen sich heute nur noch in Fragmenten erkennen. Die Kirche von Kronacker war mehr als 1100 Jahre christliches Zentrum im Bereich des heutigen Gemeindegebietes von Hohenlinden und ist heute Filialkirche der Pfarrei Hohenlinden, gelegen im Gemeindegebiet Hohenlinden im Landkreis Ebersberg und damit im vermögendsten Bistum Deutschlands, München-Freising. Die Kirche war lange in einem schlechten Zustand und wurde nach über sieben Jahren Renovierungszeit im Jahr 2023 wieder eröffnet.